# محمد صالح الحمد
محمد صالح الحمد غانم وكنيته أبو خالد (1913 - 1938)، ولد ونشأ في قرية سيلة الظهر بقضاء جنين عام 1913، وفي العاشرة من عمره انتقل إلى مدينة حيفا طلبا للرزق، وزاول أعمالا متعددة، وقد تعرف في حيفا على العالم المجاهد الشيخ عز الدين القسام، في أوائل الثلاثينيات فدرس على يديه العلوم الشرعية والقرآن الكريم، وصار من أتباع الشيخ عز الدين القسام بل كان من أوائل القساميين.

## قتاله ومقتله
عهد عز الدين القسام إليه رئاسة مجموعة فدائية في مدينة حيفا فأبلى بلاء حسنا، وبعد استشهاد الشيخ عز الدين القسام - في قرية يعبد اختفى إلى أن قامت ثورة فلسطين الكبرى التي أطلق رصاصتها الأولى الشيخ فرحان السعدي زميل الشيخ عز الدين القسام وخليفته فانضم إليها. وقاد مجموعات الثوار في جبال الجليل ونابلس وأوكلت إليه قيادة منطقة نابلس فقاد معارك كثيرة ضد القوات البريطانية واليهودية. ومن أشهر المعارك التي خاضها معركة سيريس - جبع التي امتدت ست ساعات اشتركت فيها الطائرات البريطانية، وقد منيت القوات البريطانية بخسائر فادحة.
وفي عام 1938م حضر أبو خالد مؤتمر قادة الثورة الفلسطينية الذي عقد في قرية دير غسانة، وبعد انتهاء المؤتمر وانصرافه إلى قرية سرطة فوجئ بحصار تضربه عليه قوات الجيش البريطاني، وقد استطاع الافلات من الطوق والوصول إلى قرية سرطة ولكنه اصطدم بطوق بريطاني آخر فقاتل ولم يستسلم بل أخذ يقاتلهم ببسالة حتى استشهد، وارتقت روحه الطاهرة إلى السماء في يوم 1938/5/18م، وبذلك خسرت الثورة أبرز قادتها، وأقوى رجالها. نقل جثمان الشهيد أبو خالد إلى قريته ودفن في مقام النبي لاوين تكريما ووفاء له.
واستشهد مع أبو خالد عدد من المجاهدين رحمهم الله، وكان ذا قدرة على تهريب الأسلحة والذخائر من حدود لبنان وسوريا والأردن وتوزيعها في المناطق المختلفة. وكان أبو خالد رجلا صادقا أمينا ذا دين وخلق من الأتقياء متجردا متواضعا صاحب كفاءة وقدرة في الحركة الجهادية.